# Patullin
Patullin là một loại vi khuẩn nguy hiểm, thường sống ở trên táo và các sản phẩm của táo như nước ép táo. Tuy chưa có nghiên cứu nào chứng minh rằng patullin gây ung thư ngay chỗ tiêm dưới da của con người, các nhà nghiên cứu chỉ mới thử nghiệm trên chuột và thấy rằng chúng có thể gây ung thư.
Chúng ta không thể loại trừ patullin bằng cách tiệt trùng nên bất cứ sản phẩm tiệt trùng nào cũng đếu có thể chứa khuẩn patullin. Nhưng sản phẩm rượu táo có thể diệt được patullin cũng như các sản phẩm lên men, ngoại trừ các sản phẩm lên men bằng cách "giả tạo" (thêm chất lên men vào mà sản phẩm rượu táo đó chưa được lên men thật sự).
Ta cần loại trừ các mốc meo xung quanh vườn táo, ở gốc và đất. Khi phát hiện có mốc hoặc có điều kiện để patullin phát triển thì cần loại bỏ ngay (đốt, huỷ sinh học,...). Sau khi thu hoạch cần bảo quản ở nơi khô ráo, nhiệt độ vừa phải (ở phòng lạnh là tốt nhất), khi hái trái cần không làm giập, trầu xước trên thân quả (vì đây là điều kiện tốt nhất để patullin thâm nhập vào trái).
Nếu thấy trái đã có các hiện tượng nhiễm patullin, cần dùng dao cắt ngay phần thối, hư đó ra. Sau đó, dùng nước sạch để rửa lại dao, sau đó làm các phương pháp tiệt trùng để loại patullin ra khỏi dụng cụ vừa dùng (chỉ không tiệt trùng được patullin ra khỏi táo và các sản phẩm của táo).